# Новое политическое мышление
Новое политическое мышление, новое мышление — социально-философская, мировоззренческая концепция, сформулированная будущим лидером Советского Союза Михаилом Горбачёвым во время поездки в Лондон в 1984 году.
Во внешней политике она предполагает: сближение и партнерство СССР с Западом, деидеологизацию международных отношений, отказ от концепции классовой борьбы, приоритет общечеловеческих интересов над интересами любого класса, признание взаимозависимости всех стран мира для решения глобальных проблем, обеспечение безопасности государств политическими, а не военными методами.
Во внутренней политике она предполагает: преодоление отчуждения трудящихся от управления и собственности путем последовательного проведения принципов хозрасчета и хозяйственной самостоятельности трудовых коллективов, борьбу с бюрократизмом, гласность, отмену идеологического диктата в области культуры.

## Содержание
Базовые предпосылки нового политического мышления были сформулированы в манифесте Рассела-Эйнштейна, документах Пагуошского движения учёных, письме Эйнштейна советским учёным: отказ от применения военной силы в международных отношениях, ядерное разоружение.
«Новое мышление» получило широкую известность в ходе перестройки в СССР в связи с публикацией книги М. С. Горбачева «Перестройка и новое мышление для нашей страны и всего мира» и его выступлением в ООН в декабре 1988 года. В этом выступлении Горбачев сказал:

Международное развитие и общение деформированы гонкой вооружений и милитаризацией мышления.
Советский Союз 15 января 1986 года выдвинул, как известно, программу построения безъядерного мира.
Её воплощение в реальные переговорные позиции уже дало свои материальные плоды. Завтра исполняется
первая годовщина подписания Договора о ликвидации ракет средней и меньшей дальности. С ещё большим удовлетворением я говорю о том, что реализация этого договора — уничтожение ракет — проходит нормально, в атмосфере доверия и деловитости.
В казалось бы непробиваемой стене подозрительности и враждебности образовалась вот такая брешь. И у нас на глазах возникает новая историческая реальность — поворот от принципа сверхвооруженности к принципу разумной достаточности для обороны…
…Сегодня я могу сообщить вам следующее: Советский Союз принял решение о сокращении своих Вооруженных Сил. В ближайшие два года их численный состав уменьшится на 500 тысяч человек, существенно сократится и объём обычных вооружений. Эти сокращения будут проведены в одностороннем порядке, вне связи с переговорами по мандату Венской встречи.
По согласованию с нашими союзниками по Варшавскому Договору мы приняли решение вывести к 1991 году из ГДР, Чехословакии и Венгрии шесть танковых дивизий и расформировать их.
Из групп советских войск, находящихся в этих странах, будут выведены также десантно-штурмовые и ряд других соединений и частей, включая десантно-переправочные, с вооружением и боевой техникой.
Находящиеся в этих странах советские войска будут сокращены на 50 тысяч человек, а вооружение — на 5 тысяч танков.
Все остающиеся пока на территории наших союзников советские дивизии переформируются. Им придается иная, чем сегодня, структура, которая после крупного изъятия из них танков становится однозначно оборонительной.
Одновременно мы сократим численность личного состава войск и количество вооружений и в европейской части СССР.
Всего же в этой части нашей страны и на территории наших европейских союзников Советские Вооруженные Силы будут уменьшены на 10 тысяч танков, 8,5 тысячи артиллерийских систем, 800 боевых самолётов.
За эти два года мы существенно уменьшим группировку Вооруженных Сил также и в азиатской части страны. По согласованию с правительством Монгольской Народной Республики значительная часть временно находящихся там советских войск возвратится на родину.
Принимая эти принципиальной важности решения, советское руководство выражает волю народа, занятого глубоким обновлением всего своего социалистического общества.
Мы будем поддерживать обороноспособность страны на уровне разумной и надежной достаточности, чтобы ни у кого не возник соблазн посягать на безопасность СССР и его союзников…
…И остается такой фундаментальный факт — что формирование мирного периода будет проходить в условиях существования и соперничества разных социально экономических и политических систем. Однако смысл наших международных усилий, одно из ключевых положений нового мышления состоят как раз в том, чтобы придать этому соперничеству качество разумного соревнования в условиях уважения свободы выбора и баланса интересов. В этом случае оно станет даже полезным и продуктивным с точки зрения общемирового развития. Иначе — если его главным компонентом, как до сих пор, останется гонка вооружений — соперничество гибельно. И это все больше начинает понимать все большее число людей во всем мире — от
рядовых до лидеров.

«Новое мышление» было жизненно необходимо Советскому Союзу для прекращения дорогостоящей политики холодной войны и продолжения внутренних экономических реформ.
В рамках политики нового мышления в области внешней политики был заключен Договор о ликвидации ракет средней и меньшей дальности, осуществлен вывод советских войск из Афганистана, прекращена поддержка коммунистических движений по всему миру и ослаблен контроль над Восточной Европой, доктрина Брежнева была заменена на доктрину Синатры, нормализованы отношения с КНР.
В области внутренней политики были провозглашены идеи гласности и плюрализма, началось критическое переосмысливание советской истории, были реабилитированы около миллиона несправедливо репрессированных граждан СССР, были приняты закон о социалистическом предприятии, закон о кооперации, начался переход экономики к самофинансированию, хозрасчёту, ограниченному госзаказу вместо директивного планирования, выборности руководителей предприятий, усилению роли трудовых коллективов в управлении предприятиями.
В 1990 году Горбачев был удостоен Нобелевской премии мира «за его ведущую роль в процессе разоружения».
Значительная часть партийного аппарата и военно-промышленного комплекса СССР, разделявшая великодержавные амбиции, традиционные опасения в области национальной безопасности, старые идеологические догмы, антизападные цивилизационные предубеждения, рассматривала «Новое мышление» как противоречащую национальным интересам.
Общим результатом этих событий стало окончание холодной войны и распад Советской империи и, в конечном счете, самого Советского Союза.

## Критика
«Новое мышление» сочетало в себе здравый смысл и утопизм, нередко выдавая желаемое за действительное
.
Книга Горбачёва «Перестройка и новое мышление для нашей страны и всего мира» является слишком многоадресной и абстрактной, в ней отсутствует научный анализ, полемика с оппонентами, цитаты, из политических деятелей упоминается только Ленин, отсутствует ясный план и программа перестройки. Книга содержит риторику, а не анализ.